# Aaron Doran
Aaron Brian Doran Cogan, plus connu sous le nom d'Aaron Doran, né le 13 mai 1991 à Charleville, est un footballeur irlandais, qui évolue au poste d'ailier au sein du club d'Inverness Caledonian Thistle.

## Biographie
Le 13 juillet 2011, après plusieurs mois passés en prêt au club, il est transféré au club écossais d'Inverness Caledonian Thistle. Le 30 mai 2015, il joue la finale de la Coupe d'Écosse. Inverness remporte le match 2-1.

## Palmarès
- Inverness Caledonian Thistle
  - Vainqueur de la Coupe d'Écosse en 2015
  - Finaliste de la Coupe d'Écosse en 2023

### Distinctions personnelles
- Membre de l'équipe-type de Scottish Championship en 2019